# Corredor de Burchell
El corredor de Burchell (Cursorius rufus) és una espècie d'ocell de la família dels glareòlids (Glareolidae) que habita els deserts i planures del sud-oest d'Angola, Namíbia, sud de Botswana i Sud-àfrica.